# بتلسدن (بيدفوردشير)
بتلسدن (بالإنجليزية: Battlesden)‏ هي قرية و أبرشية مدنية تقع في المملكة المتحدة في إنجلترا.